# TotalEnergies
TotalEnergies  prej Total je zasebno francosko naftno in plinsko podjetje. Je eno od šestih "nadvse pomembnih": je peto od šestih največjih svetovnih podjetij v tem sektorju, za ExxonMobil, Shell, BP in Chevron ter pred ConocoPhillipsom. Je prvo francosko podjetje po prometu v letu 2015, 5. podjetje v Evropi in 24. na svetu, pa tudi 4. tržna kapitalizacija v območju evra v letu 2015. Njene dejavnosti zajemajo celotno proizvodno verigo, od pridobivanja surove nafte in zemeljskega plina za pridobivanje energije, vključno s posebno rafinacijo in tržno distribucijo.
Total je podjetje, ki je dejavno tudi v energetskem in nizkoogljičnem proizvodnem sektorju.
Skupina Total je prisotna v več kot 130 državah in ima več kot 100.000 zaposlenih, od tega skoraj 25% v Franciji. Total je tudi veliko kemično podjetje.